# جمهوری بادن
جمهوری بادن (به آلمانی: Republik Baden) یکی از ایالت‌های آلمان در دوره جمهوری وایمار بود، که پس از فروپاشی دوک بزرگ بادن در سال ۱۹۱۸ تشکیل شد. این منطقه اکنون بخشی از ایالت مدرن بادن-وورتمبرگ در آلمان است.

## تاریخ

### انقلاب در بادن
با شعله‌ور شدن انقلاب در امپراتوری آلمان در روزهای پایان جنگ جهانی اول، وزارت داخله دوک بزرگ بادن در آخرین تلاش خود برای حفظ سلطنت در آنجا اصلاحات انتخاباتی را در ۲ نوامبر ۱۹۱۸ تصویب کرد. در ۸ نوامبر شورای کارگران و سربازان در لار و اوفنبورگ تأسیس شد. روز بعد، شوراهای مشابهی در مانهایم و کارلسروهه تأسیس شدند و در نهایت وزارت داخله بادن استعفا داد.
در ۱۰ نوامبر ۱۹۱۸ دولت موقت و روز بعد از آن و جلسه شورای انقلاب در کارلسروهه تشکیل شدند. در روز ۱۳ نوامبر دوک اعظم بادن فردریک دوم از همه وظایف سلطنت خود صرف‌نظر کرد. سرانجام در ۲۲ نوامبر وی به دنبال کناره‌گیری پسر عموی خود قیصر ویلهلم دوم (که کناره‌گیری وی در ۹ نوامبر اعلام و در ۲۸ نوامبر رسمیت یافت) استعفا داد.
دولت موقت تأسیس جمهوری خلق آزاد بادن (freie Volksrepublik Baden) را در ۱۴ نوامبر ۱۹۱۸ اعلام کرد و موعد انتخابات را برای ۵ ژانویه ۱۹۱۹ اعلام کرد.

### جمهوری
مجلس مؤسسان جمهوری خلق بادن در ۱۲ ژانویه ۱۹۱۹ تشکیل شد، و حزب مرکزی آلمان با گرایش‌های دموکراتیک مسیحی بعنوان قوی‌ترین حزب ظاهر شد. بعد از حزب مرکزی، حزب سوسیال دموکرات آلمان بیشترین تعداد آرا را بدست آورد. این دو حزب در جمع صاحب ۹۱٫۵ درصد آرا شدند. در اول آوریل، پارلمان ایالتی بادن (<i id="mwKQ">لندتاگ بادن</i>) دولت جدید را تشکیل داد. تا سال ۱۹۳۳ بادن در بیشتر دولت‌ها توسط حزب مرکز اداره می‌شد.
در ۲۱ مارس ۱۹۱۹ پارلمان ایالتی بادن به اتفاق آرا قانون اساسی جدیدی را تصویب کرد. قانون اساسی در ۱۳ آوریل با مراجعه به آرای عمومی به تصویب رسید. این اولین بار در تاریخ جمهوری وایمار بود که قانون اساسی به تصویب آرای عمومی می‌رسید و قانون اساسی بادن تنها قانون اساسی بود که در دوره جمهوری وایمار از طریق آرای عمومی به تصویب رسید.

### حکومت نازی‌ها
بادن، مانند سایر ایالت‌های آلمان در سال ۱۹۳۳ مشمول روند هماهنگ‌سازی (Gleichschaltung) در آلمان شد، که عملاً و نه در قانون ساختار تمام ایالت‌های آلمان را منسوخ کرد. با مصوبه نازی‌ها در حکومت مرکزی، والتر کهلر به‌جای رئیس‌جمهور منتخب بادن به قدرت رسید، با این حال قدرت اداری در منطقه در دست رابرت هاینریش واگنر گاولیتر بادن و فرماندار رایش (Reichsstatthalter) برای منطقه آلزاس-لورن بود. طی سالهای ۱۹۴۰ تا ۱۹۴۴ با الحاق آلزاس، منطقه بادن رسماً به منطقه بادن الزاس تغییر نام یافت و محدوده جغرافیایی آن تا مناطق غربی گسترش یافت.

### پس از جنگ
پس از اشغال آلمان توسط متفقین، بادن بین مناطق اشغال‌شده آمریکا و فرانسه تقسیم شد. این تقسیم‌بندی به این صورت بود که اتوبان کارلسروهه به مونیخ (که امروز با نام اتوبان A8 شناخته می‌شود) کاملاً در محدوده منطقه آمریکایی قرار داشت. منطقه تحت مدیریت آمریکا که در شمال قرار داشت در ۱۹ سپتامبر ۱۹۴۵ به بخشی از ناحیه وورتمبرگ-بادن تبدیل شد و این در حالی بود که نیمه جنوبی (معروف به بادن جنوبی یا "بادن") تحت دولت فرانسه قرار گرفته بود.
این دو قسمت در جمهوری سابق بادن در ۲۳ آوریل ۱۹۵۲ با ایالت سابق وورتمبرگ ادغام شدند و ایالت جدید بادن-وورتمبرگ را در آلمان غربی تشکیل دادند.